# Babine (film)
Pour les articles homonymes, voir Babine.
Série
Ésimésac
(2012)
Pour plus de détails, voir Fiche technique et Distribution.
Babine est un film fantastique québécois écrit par Fred Pellerin et réalisé par Luc Picard. Il est sorti en salles le 28 novembre 2008.
Le film se déroule à Saint-Élie-de-Caxton, village empreint de légendes et de superstitions. Babine, un rêveur naïf et fils d’une guérisseuse réputée sorcière, est tenu responsable de tous les malheurs qui frappent la communauté. Lorsque l’église est détruite par les flammes, son nouveau curé, rigide et fanatique, voit en lui un coupable idéal.

## Synopsis

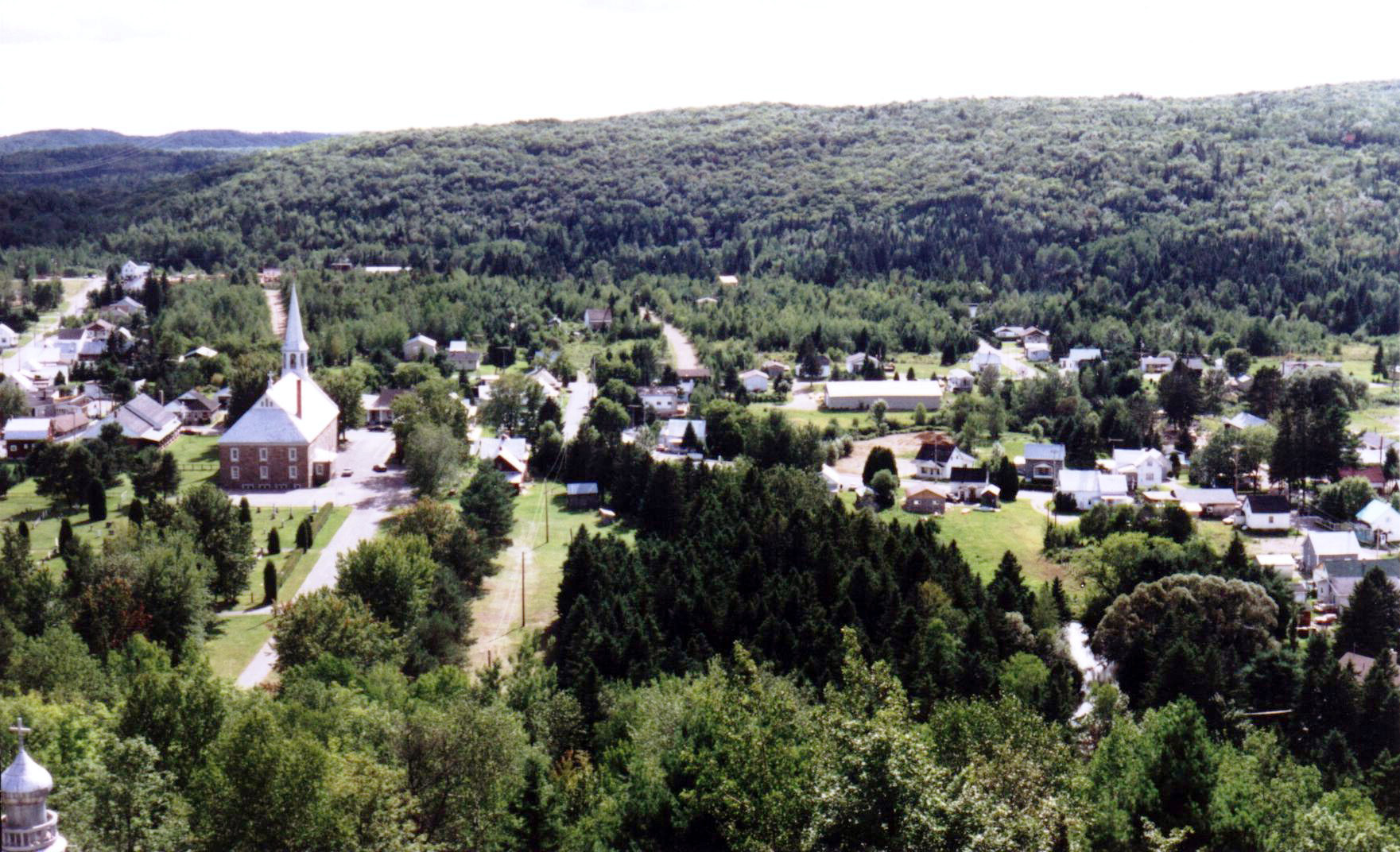
L'intrigue prend place dans le village de Saint-Élie-de-Caxton.

À Saint-Élie-de-Caxton, par une nuit de tempête dite « sans date », une femme, considérée comme une sorcière, est sur le point d’accoucher. Le médecin étant occupé, c’est Mme Gélinas, elle-même enceinte, et Toussaint Brodeur, propriétaire d'un magasin général et vendeur de mouches, qui doivent assister la femme dans son labeur. Elle met au monde un garçon, Babine, et avertit les témoins que le village devra prendre soin de lui. Dès lors, Toussaint Brodeur devient une sorte de parrain pour l’enfant.
Vingt ans plus tard, Babine s'est taillé malgré lui une réputation de fou du village. Comme il est le fils de la sorcière, de nombreuses rumeurs circulent à son sujet, qui le présentent comme une figure apportant malchance, voire un être malveillant. Plusieurs villageois partagent entre eux des situations inhabituelles qu'ils observent depuis la naissance du garçon. Seuls Toussaint Brodeur et le vieux curé éprouvent de la sympathie pour Babine et se portent à sa défense.
Un soir d’automne, sa mère l’envoie chercher des « rubans de lune », des glaçons suspendus au toit de l’église, afin qu'elle puisse les utiliser pour lui « tricoter » une tempête de neige. Seuls quelques habitants du village ne sont alors pas encore couchés. C'est le cas de Toussaint Brodeur, qui rend visite à Méo, le barbier, pour lui demander des cheveux devant lui servir à créer des mouches phosphorescentes. Lorsque Toussaint tente de créer une mouche à feu, l'une d'entre elles parvient à s'échapper par la fenêtre. Peu après, l’église prend feu et Babine en sonne les cloches pour alerter le village. L'absence du vieux curé est alors remarquée par les villageois, qui craignent le pire. Ces craintes sont confirmées le lendemain matin, alors qu'il ne reste que des cendres de l'église. Cela provoque une grande tristesse chez Babine, qui fouille en vain les décombres pour retrouver celui qu'il considérait comme son ami.
Lorsque les villageois contactent l'extérieur, on leur promet un nouveau curé s'ils parviennent à fournir une preuve de la mort de l’ancien. Babine retrouve l’une de ses bottes, qui est envoyée comme preuve. Quelques jours plus tard, le curé neuf fait son arrivée au village. Il annonce dès lors la mise en chantier d'une nouvelle église et la tenue d'une enquête visant à trouver le coupable de l'incendie. Babine, qui récupère la botte du vieux curé, est mandaté par le curé neuf de creuser la fosse dans laquelle doivent être enterrés les restes du défunt. Babine enterre alors la botte, ainsi que la montre de poche que lui avait laissée le vieux curé avant sa mort. Quelques jours plus tard, le curé neuf est victime d'un mauvais coup par des enfants, qui ont uriné dans sa bouteille de lait. Babine, surpris sur place, est accusé à tort par le curé d'avoir tenté de l'empoisonner. Ce dernier développe alors une forte méfiance envers le garçon, d'autant plus que ce dernier est réputé « fils de sorcière ».
Dès lors, le curé interroge les habitants du village au sujet de l'incendie, dont Méo, qui confirme que Babine était le premier arrivé sur les lieux. Convaincu de sa culpabilité, il fait pression sur le jeune homme en le menaçant d’accuser sa mère à sa place. Sous la menace, Babine prétend être responsable de l'incendie. Il est alors condamné par le curé à être pendu. C'est à Toussaint lui-même que le curé incombe la responsabilité de fournir la corde. Or, le jour de l'exécution publique, le mécanisme ne fonctionne pas et Babine survit. Toussaint y voit la preuve de son innocence, mais le curé persiste à le considérer comme coupable. Lorsque Toussaint tente de rallier les villageois à sa cause, le curé leur impose un ultimatum : soit ils sont avec lui, soit ils sont contre lui.
Au fil du temps, de l’endroit où Babine avait enterré la montre de poche du vieux curé pousse un arbre portant une horloge. Lorsque l’arbre atteint sa maturité, le curé neuf s’approprie l’horloge et la fait déplacer à l'intérieur du presbytère. Pendant ce temps, il héberge sa nièce, venue lui rendre visite, qu'il tente de cacher au reste de la population. Babine, qui détient la clé pour régler l’horloge, entre dans le presbytère et y rencontre la jeune femme. Ils échangent un baiser, mais sont surpris par le curé, qui accuse Babine d’entrée par effraction et le condamne à nouveau à mort. Alors qu'il est enfermé au presbytère, Toussaint aide Babine à s'échapper et lui dit qu'il doit fuir le village.
Sur son chemin, Babine fait la rencontre d'une troupe de cirque ambulante et tombe sous le charme d'une saltimbanque, Monia, ce qui le convainc de suivre le groupe. Il assiste à un numéro qui met en scène la saltimbanque et un taureau géant. Quand le spectacle se termine, Babine demande au chef de la troupe s'il peut parler à Monia. Celui-ci lui répond que c'est impossible, mais lui donne une mèche de cheveux qu'il dit être ceux de la femme. Babine quitte alors le cirque pour retourner à Saint-Élie-de-Caxton. Pendant ce temps, Toussaint découvre une mouche parmi les cendres de l’église et comprend qu’il est peut-être responsable de l’incendie. Il consulte alors la sorcière, qui confirme ses doutes.

Un taureau géant fait irruption dans le village.

De retour au village, Babine consulte le grimoire de sa mère et utilise la mèche de cheveux dans le cadre d'une incantation visant à faire venir Monia. Lors de l’inauguration de la nouvelle église, un taureau géant surgit dans le village. La mèche de cheveux confiée à Babine était en réalité composée des poils du taureau, attirant la bête. Pour protéger le village, Babine grimpe sur une montagne et joue un air d'harmonica appris de sa mère qui fait descendre le soleil. Hypnotisé, le taureau monte à son tour la montagne, puis s’élance dans le ciel vers l’astre couchant et écarlate, avant de disparaître à l'horizon.
Après cet épisode, certains villageois, comme le forgeron Riopel, croient qu'il est nécessaire d'intervenir pour empêcher Babine d'amener à nouveau des ennuis au village. Le curé neuf ayant fui lors de l'irruption du taureau, c’est Toussaint qui préside le procès. Babine est à nouveau condamné à mort, mais on lui laisse choisir sa façon de mourir. Il choisit alors de mourir « par le temps ».
Ainsi, Babine, le dernier fou du village, s’éteint à l’âge de 276 ans, bien longtemps après tous ceux qui l’avaient condamné.

## Fiche technique
Sources : IMDb et Films du Québec
- Titre original : Babine
- Réalisation : Luc Picard
- Scénario : Fred Pellerin, d'après ses écrits
- Musique : Serge Fiori et Normand Corbeil
- Conception visuelle : Nicolas Lepage
- Costumes : Carmen Alie
- Maquillage : Kathryn Casault
- Coiffure : Denis Parent
- Photographie : Jérôme Sabourin
- Son : Dominique Chartrand, Olivier Calvert, Louis Gignac, Gavin Fernandes (en)
- Montage : Gaëtan Huot
- Production : Lorraine Richard et Luc Martineau
- Société de production : Christal Films Productions
- Sociétés de distribution : Alliance Vivafilm, Delphis Films (international)
- Budget : 6,5 millions $ CA
- Pays de production :  Canada
- Tournage : 28 octobre au 14 décembre 2007 à Montréal et Saint-Élie-de-Caxton (une journée)
- Langue originale : français
- Format : couleur (Technicolor) — 35 mm — format d'image : 1,85:1 — son Dolby numérique
- Genre : aventure, drame, fantastique
- Durée : 110 minutes
- Dates de sortie :
  - Canada :
    - 5 novembre 2008 (première officielle à Saint-Élie-de-Caxton)[2]
    - 28 novembre 2008 (sortie en salles)
    - mai 2009 (DVD et Blu-ray)
- Classification :
  - Québec : Visa général[3]

## Distribution
Sauf indication contraire, les informations mentionnées dans cette section peuvent être confirmées par la base de données cinématographiques IMDb,  présente dans la section « Liens externes ».
- Vincent-Guillaume Otis : Babine, le fou du village et le fils de la sorcière
- Luc Picard : Toussaint Brodeur
- Alexis Martin : le curé neuf
- Isabel Richer : la sorcière
- René Richard Cyr : Méo Bellemare, le barbier
- Marie Brassard : Mme Gélinas
- Marie-Chantal Perron: Jeannette Brodeur
- Gildor Roy : le forgeron Riopel
- Julien Poulin : le vieux curé
- Maude Laurendeau : Lurette Riopel
- Antoine Bertrand : Ti-Toine Gélinas
- Bobby Beshro : Mégilde Rivard, le maître de la piste du cirque
- Barbara Requesens : Monia, dompteuse d'animaux
- Fred Pellerin : le narrateur
- Guillaume Cyr : l'enfant de 21 ans de Mme Gélinas
- Luc Proulx : le curé actuel

## Bande originale
La bande originale du film, comptant 23 pistes, est composée par Serge Fiori, l'ex-leader du groupe de folk rock Harmonium, et Normand Corbeil. L'orchestre et la chorale FILMharmonic de Prague, de même que la chanteuse Monique Fauteux, participent également à son enregistrement. Elle sort en CD chez Musicor le 9 décembre 2008 et en achat numérique la même année.
| Liste des pistes | Liste des pistes      | Liste des pistes | Liste des pistes | Liste des pistes | Liste des pistes | Liste des pistes | Liste des pistes | Liste des pistes | Liste des pistes |
| No               | Titre                 | Durée            |                  |                  |                  |                  |                  |                  |                  |
| ---------------- | --------------------- | ---------------- | ---------------- | ---------------- | ---------------- | ---------------- | ---------------- | ---------------- | ---------------- |
| 1.               | Ouverture             | 1:50             |                  |                  |                  |                  |                  |                  |                  |
| 2.               | Le village            | 1:36             |                  |                  |                  |                  |                  |                  |                  |
| 3.               | Lurette               | 1:10             |                  |                  |                  |                  |                  |                  |                  |
| 4.               | Les rubans de lune    | 0:53             |                  |                  |                  |                  |                  |                  |                  |
| 5.               | Madame                | 1:05             |                  |                  |                  |                  |                  |                  |                  |
| 6.               | Toussaint             | 0:49             |                  |                  |                  |                  |                  |                  |                  |
| 7.               | L'incendie            | 1:22             |                  |                  |                  |                  |                  |                  |                  |
| 8.               | Le nouveau curé       | 0:39             |                  |                  |                  |                  |                  |                  |                  |
| 9.               | Noël au village       | 1:10             |                  |                  |                  |                  |                  |                  |                  |
| 10.              | La pendaison          | 3:43             |                  |                  |                  |                  |                  |                  |                  |
| 11.              | La nouvelle église    | 1:26             |                  |                  |                  |                  |                  |                  |                  |
| 12.              | Tous contre moi       | 0:46             |                  |                  |                  |                  |                  |                  |                  |
| 13.              | Le confessionnal      | 0:31             |                  |                  |                  |                  |                  |                  |                  |
| 14.              | La nièce              | 2:35             |                  |                  |                  |                  |                  |                  |                  |
| 15.              | Sur le chemin         | 0:54             |                  |                  |                  |                  |                  |                  |                  |
| 16.              | Le coup de foudre     | 1:11             |                  |                  |                  |                  |                  |                  |                  |
| 17.              | Monia                 | 2:10             |                  |                  |                  |                  |                  |                  |                  |
| 18.              | Mesdames et messieurs | 1:56             |                  |                  |                  |                  |                  |                  |                  |
| 19.              | Thème                 | 1:28             |                  |                  |                  |                  |                  |                  |                  |
| 20.              | Le taureau            | 1:38             |                  |                  |                  |                  |                  |                  |                  |
| 21.              | Beau taureau          | 1:40             |                  |                  |                  |                  |                  |                  |                  |
| 22.              | Fin du monde          | 4:00             |                  |                  |                  |                  |                  |                  |                  |
| 23.              | Épilogue              | 2:19             |                  |                  |                  |                  |                  |                  |                  |
| 37:03            |                       |                  |                  |                  |                  |                  |                  |                  |                  |

## Box office
Le film remporte un grand succès au Québec, dépassant le million de dollars canadiens en recette après un peu plus d'une semaine d'affiche.

## Distinctions
En 2009, le film est nommé dans neuf catégories des prix Jutra et remporte cinq d'entre eux lors de la cérémonie, soit ceux de la meilleure direction artistique, des meilleurs costumes, du meilleur maquillage, du meilleur son et de la meilleure musique originale. La même année, le film reçoit une nomination pour le prix de la meilleure direction artistique de la Guilde canadienne des réalisateurs, ainsi que deux nominations aux prix Génie en 2010.

### Récompenses
| Année      | Cérémonie ou récompense        | Prix                                                                  | Lauréat(es) |
| ---------- | ------------------------------ | --------------------------------------------------------------------- | ----------- |
| 2009       |                                |                                                                       |             |
| Prix Jutra | Meilleure direction artistique | Nicolas Lepage (en)                                                   |             |
| Prix Jutra | Meilleur son                   | Dominique Chartrand, Olivier Calvert, Louis Gignac et Gavin Fernandes |             |
| Prix Jutra | Meilleure musique originale    | Normand Corbeil et Serge Fiori                                        |             |
| Prix Jutra | Meilleurs costumes             | Carmen Alie                                                           |             |
| Prix Jutra | Meilleur maquillage            | Kathryn Casault                                                       |             |

### Nominations
| Année                                         | Cérémonie ou récompense        | Prix                                  | Nommé(es)                                                            |
| --------------------------------------------- | ------------------------------ | ------------------------------------- | -------------------------------------------------------------------- |
| 2009                                          |                                |                                       |                                                                      |
| Prix Jutra                                    | Meilleur scénario              | Fred Pellerin                         |                                                                      |
| Prix Jutra                                    | Meilleur acteur                | Vincent-Guillaume Otis                |                                                                      |
| Prix Jutra                                    | Meilleur acteur de soutien     | Luc Picard                            |                                                                      |
| Prix Jutra                                    | Meilleure coiffure             | Denis Parent                          |                                                                      |
| Prix de la Guilde canadienne des réalisateurs | Meilleure direction artistique | Nicolas Lepage (en)                   |                                                                      |
| 2010                                          | Prix Génie                     | Meilleure actrice dans un second rôle | Isabel Richer                                                        |
| 2010                                          | Prix Génie                     | Meilleur son                          | Olivier Calvert, Nathalie Fleurant, Francine Poirier et Lise Wedlock |